# Ponta da Garça (Príncipe)
Die Ponta da Garça  ist der östlichste Punkt der Insel Príncipe im Inselstaat São Tomé und Príncipe.

## Geographie
Die Halbinsel mit dem Hügel Portinho erstreckt sich vom Hauptort Santo António aus nach Osten. In dem Gebiet liegen die Siedlungen Santo Cristo und Abade. Mehrere Strände liegen an der buchtenreichen Küste (Praia do Abade, Praia Salgada).